# Jefferson Davis
Jefferson Finis Davis (Fairview, Christian County, Kentucky, 3 juni 1808 – New Orleans, 6 december 1889) was een Amerikaans politicus en militair. Tijdens de Amerikaanse Burgeroorlog was hij de eerste en enige president van de Geconfedereerde Staten van Amerika, van 1861 tot 1865.

## Eerste levensjaren
Davis' familie verhuisde verschillende malen, onder andere naar Louisiana en Mississippi. Hij ging naar de Transylvanian University en daarna naar West Point, de militaire hogeschool van Amerika.
Hij trouwde met Sarah Knox Taylor (de dochter van de latere president Zachary Taylor), maar het koppel kreeg malaria en Taylor stierf drie maanden later. Davis trok zich terug, en studeerde politieke wetenschappen.

## Politieke carrière
In 1843 startte hij zijn loopbaan door deel te nemen aan de verkiezingen. Voor de Democraten nam hij deel als kandidaat volksvertegenwoordiger in het Huis van Afgevaardigden. Hij verloor.
Het jaar later voerde hij campagne voor het presidentschap van James Polk. 1844 was ook voor hemzelf een succesjaar, want hij werd verkozen tot volksvertegenwoordiger. Op 26 februari 1845 trouwde hij met Varina Howell.
Davis zou ook een belangrijke rol spelen als kolonel bij de belegering van Monterrey in de Mexicaans-Amerikaanse Oorlog. Hij werd tot generaal benoemd (1 ster), maar weigerde de promotie omdat die volgens hem niet federaal moest gebeuren, maar van de staten uit.
Later was hij senator, als opvolger van de overleden Jesse Speight. Daarna beging hij een blunder van formaat. Hij nam ontslag als senator na zijn herverkiezing tot dat ambt om voluit te gaan voor het gouverneurschap van de staat Mississippi. Hij werd echter verslagen door Henry Foote. Onder president Franklin Pierce was Davis minister van Oorlog (1853-1857). Het duurde nog tot 1857 tot hij herverkozen werd tot senator. Daarin had hij niet veel geluk, want hij verloor door een ziekte zijn linkeroog.
Davis viel in 1858 op door een antiseparatistische toespraak in Boston op 4 juli, de nationale feestdag. Die toespraak herhaalde hij op 19 oktober.
Zijn standpunt was totaal gewijzigd in 1861, toen hij op 21 januari van dat jaar de afscheiding van Mississippi proclameerde. Davis nam bijgevolg ook ontslag uit de Senaat.

## President van de CSA

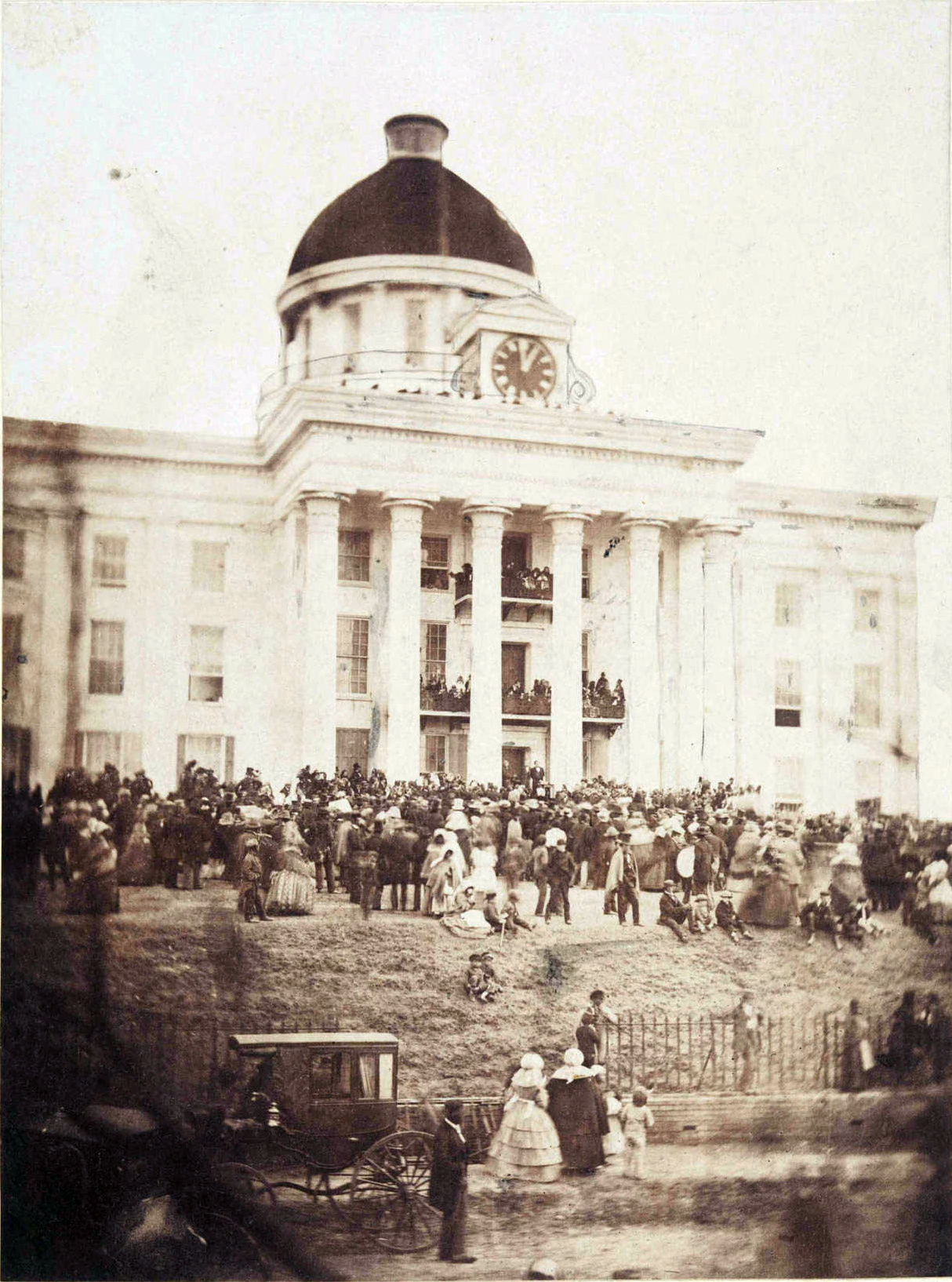
De inauguratie van Davis op 18 februari 1861

Davis werd al snel benoemd tot tweesterrengeneraal van Mississippi. Op 9 februari 1861 werd hij door een grondwetgevende conventie verkozen tot voorlopige president van de Geconfedereerde Staten van Amerika en de 18e werd hij officieel ingezworen. Op 29 mei vestigde Davis zich in Richmond, de nieuwe hoofdstad van de CSA.
Op 22 februari 1862 werd Davis ook verkozen tot definitieve president van de Geconfedereerde Staten van Amerika voor een termijn van zes jaar, die hij nooit zou uitdienen. Al tijdens zijn eerste maanden als voorlopig staatshoofd stuurde hij aan op een vredespolitiek ten opzichte van de Verenigde Staten en probeerde hij zo veel mogelijk de geschillen bij te leggen. Deze politiek bleek niet succesvol.

## Het einde
De Amerikaanse Burgeroorlog brak uit. Dit geschil, waarin honderdduizenden het leven verloren, had als kernpunt de slavernij, meer concreet de eis van het Zuiden om de slavernij uit te breiden naar nieuw opgerichte staten in het Westen. Toen daar geen meerderheid voor was, koos het Zuiden voor afscheuring onder inroeping van het zelfbeschikkingsrecht van de staten. Jefferson Davis was een van de felste voorvechters van het leggen van zo veel mogelijk zeggenschap op het niveau van de staat. Ook de keuze voor of tegen slavernij hoorde hier volgens Davis toe. Zelf deelde hij de waarden van de plantersklasse en wenste hij een slavenmaatschappij. De oorlog tussen "Noord en Zuid" duurde van 1861 tot 1865 en werd uiteindelijk door het Noorden gewonnen. Het gebrekkige leiderschap van Davis droeg bij aan de nederlaag. Ondanks zijn militaire ervaring toonde hij zich niet bekwaam in het coördineren van zijn generaals, en werd hem favoritisme verweten. Ook op het vlak van strategie en het motiveren van de bevolking schoot hij tekort. Bij Appomattox Court House in Virginia tekende generaal Robert E. Lee de onvoorwaardelijke overgave van zijn leger en bezegelde hiermee feitelijk het lot van de Zuidelijke confederatie.
Jefferson Davis was tot in het diepst van zijn ziel overtuigd van het gelijk van de Zuidelijke zaak en besloot om - toen de Noordelijke troepen hoofdstad Richmond hadden omsingeld - zijn verzet vanuit het nog niet verslagen westen van Amerika voort te zetten. Met een aantal van zijn kabinetsleden vluchtte hij per trein, per paard en later te voet. Bij Irwinville in de staat Georgia werden hij en zijn gevolg gevangengenomen door de Noordelijke troepen.

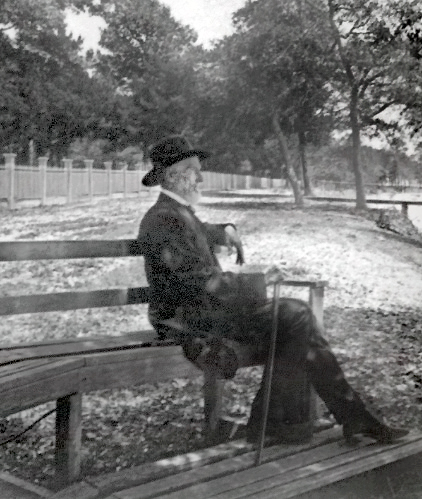
Davis in ca. 1885

Davis verloor zijn burgerrechten en werd aangeklaagd voor verraad. Hij werd na twee jaar gevangenschap vrijgelaten. Hierna herpakte hij zich, en werd directeur van een verzekeringsmaatschappij. Hij werd in 1870 gekozen als Amerikaans senator, maar hij weigerde het ambt. De weigering was symbolisch omdat het hem bij gebrek aan burgerrechten toch niet was toegestaan te zetelen. De laatste jaren bracht hij door in zijn huis Beauvoir in Biloxi, Mississippi. Davis stierf op 81-jarige leeftijd.

## Trivia
- J.D. Hogg, de slechterik uit de televisieserie The Dukes of Hazzard heette voluit Jefferson Davis Hogg.

- Bibsys: 90347379
- Bibliothèque nationale de France: cb122577651 (data)
- Catàleg d'autoritats de noms i títols de Catalunya: 981058511163006706
- CiNii: DA0339430X
- Gemeinsame Normdatei: 118671189
- International Standard Name Identifier: 0000 0001 2126 7482
- Library of Congress Control Number: n79145410
- Nationale Bibliotheek van Letland: 000166321
- National Archives and Records Administration: 10582496
- Nationale bibliotheek van Australië: 35033891
- Nationale Bibliotheek van Israël: 987007277634605171
- Nederlandse Thesaurus van Auteursnamen: 068894767
- LIBRIS: 183500
- SNAC: w6xk8d2z
- Système universitaire de documentation: 031344410
- Trove: 806430
- Biographical Directory of the United States Congress: D000113
- Virtual International Authority File: 32054612
- WorldCat: E39PBJgHcxyFhjDc9TWMV6bKh3